# Kaori Kobayashi
Kaori Kobayashi (Kanagawa, 20 oktober 1981) is een Japans saxofoniste en fluitiste. Haar vader was fotograaf, haar moeder pianolerares. Op jonge leeftijd leert ze piano spelen, om op 13-jarige leeftijd op fluit te beginnen in een brassband. Vier jaar later verruilt ze de fluit voor een saxofoon en begint ze jazz te spelen. Tijdens concerten speelt ze nog wel fluit.

## Albums
- Solar, Kaori's Collection (2005)
- Fine (2006)
- Glow (2007)
- Shiny (2008)
- The Golden Best (2009)
- Luv Sax (2009)
- Precious (2011)
- Seventh (2012)
- Urban Stream (2013)
- Spirit (2014)
- Melody (2016)

- International Standard Name Identifier: 0000 0004 6574 6022
- MusicBrainz: 71e512ba-f350-4e3d-900b-21ce8b5fdb90
- Bibliotheek van het Japanse parlement: 001220322
- Virtual International Authority File: 16145304383378571178